# Талпакоті сірий
Талпакоті сірий (Claravis pretiosa) — вид голубів (Columbidae).

## Поширення
Вид поширений в Центральній і Південній Америці з південного сходу Мексики до північного заходу Перу та півночі Аргентини. Мешкає у відкритих лісистих місцевостях, узліссях, галявинах та узбіччях доріг, переважно у вологих районах. Трапляється від рівня моря до висоти приблизно 1200 м над рівнем моря.

## Опис
Дрібний голуб, завдовжки 20 см, вагою 65-72 г. У самців верхня частина тіла синьо-сірого забарвлення, нижня частина та лице світло-сірого кольору. Махові та зовнішні хвостові пера чорнуваті, а на крилах є чорні плями, які часто утворюють чіткі смуги. Райдужка червона або жовта, неоперене навколоочне кільце зелене, а ноги тілесно-рожеві. Самиця має сіро-коричневу голову, шию і груди. Спина та крила рудувато-коричневі, хвіст каштановий.
Плями на крилах каштаново-бурі. Живіт блідо-сірий.

## Спосіб життя
Талпакоті сірий трапляється поодиноко, парами або невеликими групами. Годується на землі насінням і дрібними комахами. Будує на дереві неміцне блюдцеподібне гніздо з гілочок на висоті 1–11 м над землею. Відкладає два білих яйця.